# Telegraph Hill (San Francisco)
Pour les articles homonymes, voir Telegraph Hill.

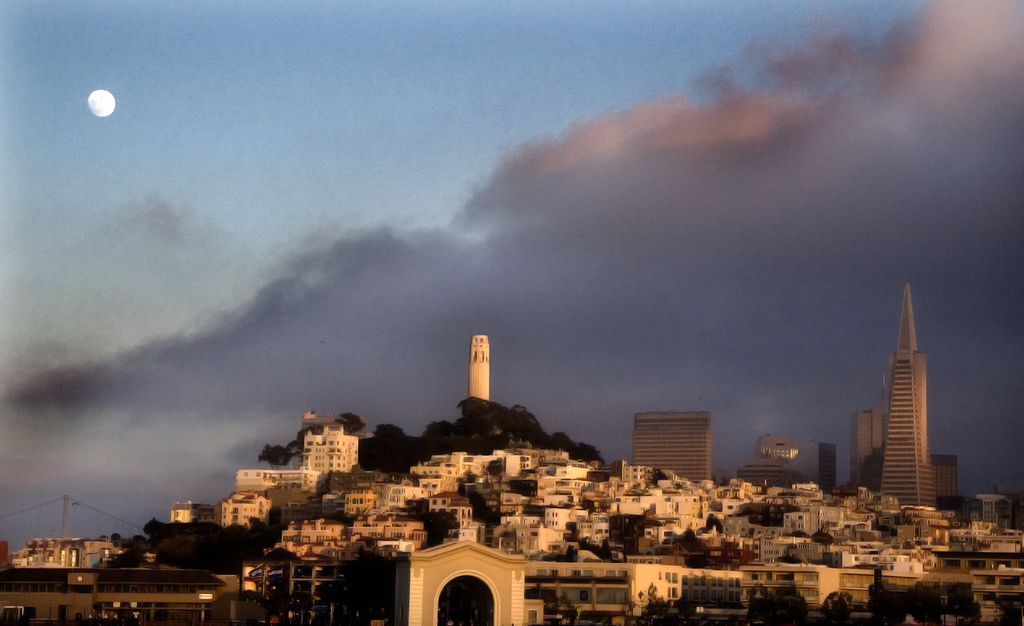
Une vue sur Telegraph Hill à partir d'un bateau dans la baie de San Francisco.

Telegraph Hill est un quartier de San Francisco, en Californie. Il est bâti sur les pentes de la colline éponyme, au sommet de laquelle, à 83 mètres, est construite la Coit Tower.

## Situation et accès
Beaucoup plus calme que le quartier voisin de North Beach (San Francisco) et ses cafés, Telegraph Hill est essentiellement résidentiel. Outre Coit Tower, le quartier est connu pour ses jardins le long de Filbert Street, descendant jusqu'à Levi's Plaza. On considère que Telegraph Hill descend jusqu'à Vallejo Street au sud, Sansome Street à l'est, Francisco Street au nord et Powell Street et Columbus Avenue à l'ouest, où l'extrémité sud-ouest du quartier se confond avec celui de North Beach.

## Toponymie
La colline doit son nom à un sémaphore. 

## Historique
À l'origine baptisée Loma Alta (la « haute colline ») par les Espagnols, l'endroit est ensuite désigné familièrement Goat Hill par les premiers San-Franciscains, et devient un quartier populaire où s'installent de nombreux émigrés irlandais. De 1825 à 1847, la zone désormais délimitée par les rues de Sansome, Battery, Broadway et Vallejo est utilisée comme cimetière pour les marins non catholiques.
La colline doit son nom actuel à un sémaphore, une structure érigée en septembre 1849 pour permettre de communiquer au reste de la ville la nature des navires entrant dans la Baie. En haut du bâtiment, le sémaphore ressemblait à un pôle muni de deux bras mobiles pouvant former différentes configurations, correspondant chacune au type de bateau venant d'arriver : bateau à vapeur, voilier, etc. L'information était utilisée par certains pour leurs affaires : spéculateurs financiers, marchands, prostituées, etc.
Le 18 octobre 1850, le navire Oregon transmet au sémaphore de la colline la nouvelle du récent statut de la Californie, désormais un État des États-Unis.
Les voiliers repartant à vide en besoin de ballast utilisaient des rochers provenant d'une carrière creusée sur le flanc nord de Telegraph Hill. Les traces de cette activité sont toujours visibles à partir de l'escalier sur Filbert Street et de Broadway Avenue. Le 27 février 2007, un glissement de terrain important y a forcé l'évacuation de nombreux résidents.
Un sémaphore redondant est construit à Point Lobos en 1853, mais avec l'arrivée du télégraphe électrique, le système devient obsolète et est démantelé. La colline a cependant gardé le nom de Telegraph Hill jusqu'à ce jour.
Dans les années 1920, le quartier devient une destination populaire pour les intellectuels bohémiens et certains poètes, rêvant de le voir devenir un West Village de la côte ouest.

## Les perroquets sauvages de Telegraph Hill

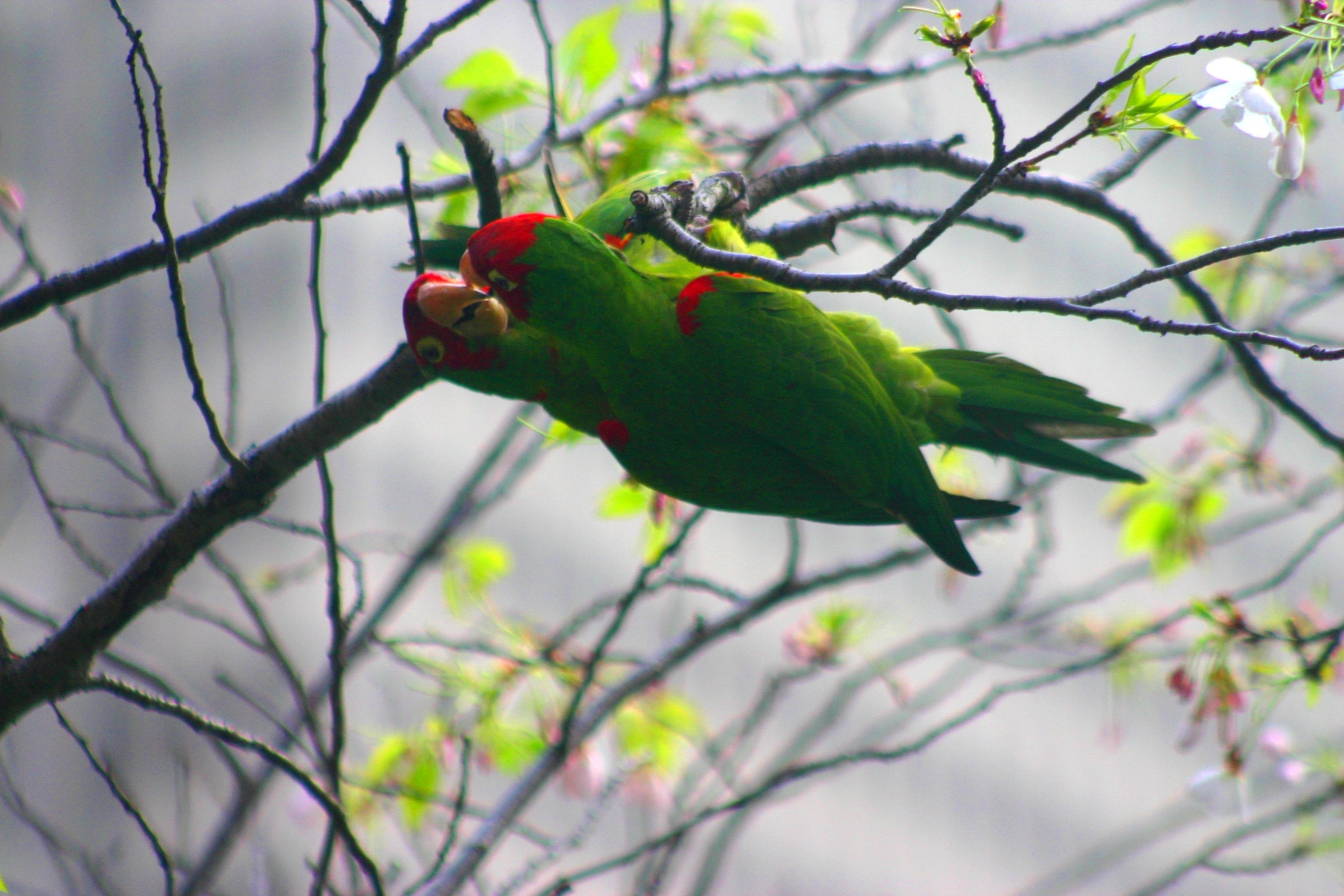
Les perroquets de Telegraph Hill

Le quartier de Telegraph Hill est notamment connu pour les perroquets qu'il héberge, pour la plupart des conures à tête rouge. Leur origine reste incertaine, mais ils sont vraisemblablement les descendants d'oiseaux domestiques. Cette colonie a été rendue célèbre par un livre et un documentaire sorti en 2005, intitulés tous deux The Wild Parrots of Telegraph Hill.
Les conures en question sont des espèces indigènes au Pérou et à l'Équateur. Elles peuvent être aussi aperçues dans les quartiers d'Embarcadero et du Presidio, et semblent avoir engendré une autre colonie dans les environs de Cupertino et Sunnyvale, dans le sud de la Baie.
Le 5 juin 2007, la ville de San Francisco a adopté un arrêté municipal controversé interdisant de nourrir les perroquets dans les endroits publics. Cette interdiction a été notamment soutenue par Mark Bittner, l'auteur du livre précédemment cité et personnage principal dans le documentaire sur le même sujet. Il a été rejoint par d'autres, mais certains habitants continuent à contester l'arrêté.